# هنگامه اخوان
هنگامه اخوان (زادهٔ ۳۱ خرداد ۱۳۳۴) خوانندهٔ موسیقی اصیل ایرانی است.

## زندگی
هنگامه اخوان در روستای کلاشم پایین صومعه‌سرا که در آن زمان از توابع شهرستان فومن بود زاده شد. وی کوچک‌ترین فرزند خانواده است، گفته می‌شود که پدر، مادر و برادر او از صدای گرم و زیبا بهره‌مندند اما در میان این افراد تنها او به آوازخوانی روی آورد و به عنوان یک هنرمند رسمی به جامعه معرفی شد. هنگامه آواز را از ۱۰ سالگی با آموختن آواز دشتی (از متعلقات دستگاه شور که خود دارای گوشه‌های متنوع است) نزد پدرش آغاز کرد. نخستین‌بار پدر با او در مورد قمرالملوک وزیری صحبت کرد، وی شخصیت قمر را نه به عنوان یک خواننده بلکه به عنوان انسانی خیر و نیکوکار می‌ستود.
هنگامه اخوان پس از اتمام تحصیلات ابتدایی برای دیدن خواهرش به تهران رفت. در هنگام اقامت در تهران خواهر و برادرش او را تشویق به ماندن در تهران و تکمیل تحصیلات موسیقی نمودند. وی در آزمون رادیو برای خوانندگی شرکت کرد. در کاستی که از صدای خود ضبط و ارائه کرده بود یکی از آثار علی تجویدی و تعدادی از ملودی‌هایی که پدرش به او آموخته بود اجرا شده بود. هیئت داوران متشکل از پنج نفر بود: علی تجویدی، مرتضی حنانه، حبیب‌الله بدیعی، جواد معروفی و فلاح که همه از موسیقی‌دانان مطرح زمان بودند. سه نفر از داوران او را پذیرفته ولی دو نفر از او خواستند در آزمون دیگری شرکت کند. در آزمون دوم هنگامه اخوان به دلیل ندانستن ردیف پذیرفته نشد. او در کلاس‌های ردیف رادیو ثبت نام کرد و پس از تکمیل آموخته‌های خود در آزمون پذیرفته شد.

## کار در رادیو
با تشویق علی تجویدی هنگامه اخوان به مدت ۱۰ سال نزد ادیب خوانساری از استادان مکتب آوازی اصفهان رفت و به آموختن ردیف و تکنیک‌های آوازی پرداخت. ابراهیم سرخوش (نوازندهٔ تار) اغلب کلاس را به منظور کمک و همنوازی با هنرآموزان همراهی می‌کرد. هنگامه اخوان به مدت ۱۰ سال نزد خوانساری به آموختن پرداخت. کلاس‌ها ابتدا در رادیو و سپس در منزل خوانساری تشکیل می‌شد.
از سال ۱۳۵۴ هنگامه اخوان آغاز به خواندن در رادیو کرد و کار خود را با بازخوانی آثار قمرالملوک وزیری آغاز نمود. همچنین با گروه‌های عارف به سرپرستی پرویز مشکاتیان، شیدا به سرپرستی محمدرضا لطفی و … به عنوان خواننده همکاری داشت. وی کنسرت‌های زیادی در ایران و اروپا برگزار کرده است. او در سال ۱۳۶۳ از سوی آرشیو صدا و سیما دعوت به همکاری شد و هم‌اکنون در وزارت ارشاد به عنوان کارشناس موسیقی مشغول به کار است و به تدریس آواز نیز می‌پردازد. نصرالله ناصح‌پور در مورد وی گفته است:
هنگامه اخوان یکی از بهترین خوانندگان زن ایرانی و صدای او یادآور صدای آسمانی قمر است. با این حال عمده آثار به‌جای‌مانده از اخوان منحصر به بازخوانی‌های تصنیف‌ها و آوازهای زنده‌یادان قمرالملوک وزیری و روح‌انگیز است؛ لذا او را نمی‌توان همانند بیشتر هم‌دوره‌ای‌هایش (پریسا و…) ‏صاحب سبک دانست.
او در چهارمین مجمع عمومی کانون خوانندگان خانهٔ موسیقی به عنوان رئیس این کانون انتخاب شد.